# Chrystian Wilhelm Karol von Stutterheim
Chrystian Wilhelm Karol von Stutterheim (ur. 14 października 1723 w Ogrosen, zm. 22 maja 1783 w Lubniowie) – królewsko-polski i elektorsko-saski szambelan.
Wywodził się z turyńskiego rodu szlacheckiego Stutterheimów. Był synem tajnego radcy Księstwa Bayreuth Chrystiana Hieronima von Stutterheima. Ukończył studia prawnicze na Uniwersytecie w Gießen. W latach ok. 1751-1767 był właścicielem majątków Ogrosen (współcześnie dzielnica Wietoszowa), Bolschwitz (współcześnie dzielnica Kaławy) i Schöllnitz (współcześnie część gminy Luckaitztal) na Dolnych Łużycach. Został odznaczony pruskim Orderem Orła Czerwonego.